# Karl Erb
Karl Erb (ur. 13 lipca 1877 w Ravensburgu, zm. 13 lipca 1958 tamże) – niemiecki śpiewak operowy, tenor.

## Życiorys
Był muzycznym samoukiem. Zadebiutował jako śpiewak w 1907 roku w teatrze dworskim w Stuttgarcie rolą w Der Evangelimann Wilhelma Kienzla. Związany był z teatrami operowymi w Lubece (1908–1910), Stuttgarcie (1910–1913) i Monachium (1913–1925). Od 1925 roku występował w Städtische Oper w Berlinie. W 1930 roku uległ poważnemu wypadkowi i wycofał się ze sceny operowej, występując odtąd wyłącznie jako artysta koncertowy.
Zasłynął jako odtwórca partii tenorowych w pasjach J.S. Bacha i interpretator pieśni Franza Schuberta. W 1917 roku kreował rolę tytułową w prapremierowym przedstawieniu opery Hansa Pfitznera Palestrina.
W latach 1921–1932 był żonaty ze śpiewaczką Marią Ivogün. Jego osoba stała się inspiracją dla postaci śpiewaka Erbego w powieści Thomasa Manna Doktor Faustus.